# Hainspitz
Hainspitz település Németországban, azon belül Türingiában. Lakosainak száma 630 fő (2023. december 31.). Hainspitz Petersberg, Weißenborn, Eisenberg, Rauschwitz és Serba községekkel határos.

## Népesség
A település népességének változása:
| Lakosok száma | 627  | 641  | 677  | 654  | 630  |
|               | 2017 | 2019 | 2021 | 2022 | 2023 |